# Steve Bridges

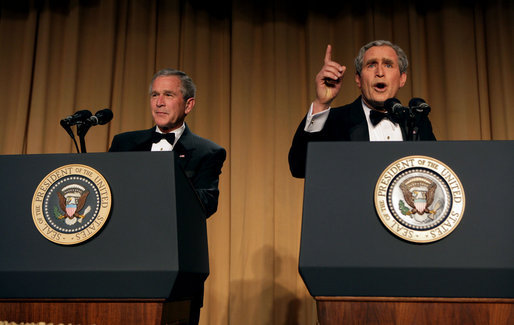
Steve Bridges (t.h.) som imiterar George W. Bush (t.v.)

Steve Bridges, född 22 maj 1963 i Dallas, Texas, död 3 mars 2012 i Los Angeles, Kalifornien, var en amerikansk komiker, skådespelare och imitatör. Han uppträdde bland annat som USA:s president George W. Bush sida vid sida med denne under en pressmiddag i Vita huset.